# 约翰斯多夫-布伦
约翰斯多夫-布伦是奥地利施蒂利亚州费尔德巴赫县的一个市镇。总面积7.34平方公里，总人口819人，人口密度111.6人/平方公里（2001年）。